# لورني أندرسون
لورني أندرسون هو لاعب هوكي الجليد كندي، ولد في 26 يوليو 1931 في رنفرو ‏ في كندا، وتوفي في 20 مارس 1984.

## وصلات خارجية
- لورني أندرسون على موقع دوري الهوكي الوطني (الإنجليزية)
- لورني أندرسون على موقع EliteProspects.com (الإنجليزية)
- لورني أندرسون على موقع HockeyDB.com (الإنجليزية)
- لورني أندرسون على موقع Hockey-Reference.com (الإنجليزية)